# Mbata-Yundu
Mbata-Yundu est une localité de la République démocratique du Congo, située dans la province du Bas-Congo.